# Alpinia stachyodes
Alpinia stachyodes là một loài thực vật có hoa trong họ Gừng. Loài này được Hance mô tả khoa học đầu tiên năm 1873.